# Бібліотека Честера Бітті

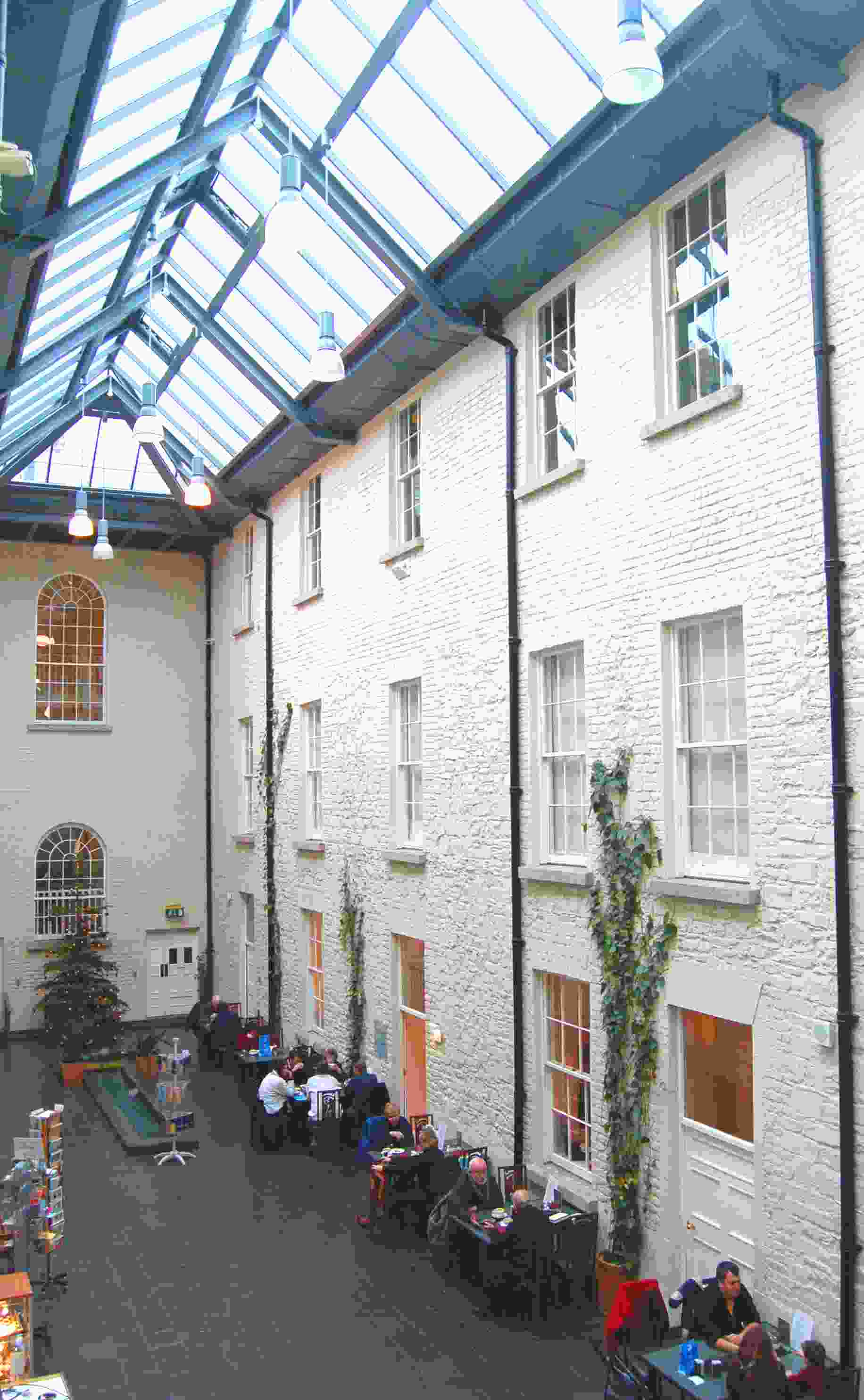
Атріум бібліотеки

Бібліотека Честера Бітті (англ. Chester Beatty Library) — бібліотека-музей, розташована в місті Дублін, Ірландія.
У бібліотеці-музеї представлена велика колекція античних та середньовічних рукописів, стародруків та творів мистецтва сакрального й секулярного характеру. Багато експонатів походять з Близького та Далекого Сходу. Бібліотека має багато унікальних документів про історію Давнього Єгипту та час створення Біблії й Корану. Основу фондів складає приватна колекція американського промисловця Альфреда Честера Бітті. Музей було засновано в 1950 році, з 2000 року він розташований у Дублінському замку.
В 2002 році музей здобув відзнаку Європейський музей року.

## Фонди

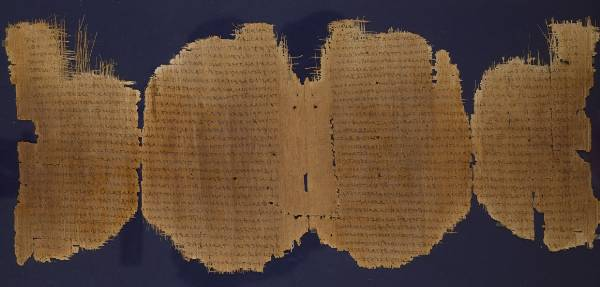
Папіруси Честера Бітті (P^{45})

Часові рамки колекції сягають від 2700 року до н. е. й до сьогодення.
У Західному відділі представлені біблійні тексти на папірусі II–IV століть, серед яких найранніші з відомих сьогодні копії Євангелій та Діянь апостолів, листи святого Павла, цілий ряд дуже ранніх фрагментів Нового Завіту. Окрім того відділ має багато вірменських та західноєвропейських рукописів епохи Середньовіччя та часів Відродження, а також інкунабули та стародруки. Тут зберігається також унікальне за розмірами й значенням зібрання маніхейських джерел.
Ісламська колекція нараховує 6000 письмових документів, каліграфій та малюнків, а також унікальне зібрання з 260 повних та фрагментарних копій Корану, деякі з яких відносяться до кінця VIII століття. Деякі примірники Корану виконані провідними каліграфами ісламського світу.
У Східноазійському відділі представлено велику кількість альбомів та сувоїв з Китаю, велику колекцію нефритових книг з імператорського двору Китаю та колекцію текстильних та інших декоративно-вжиткових виробів, наприклад колекцію з 950 китайських табакерок. Японія представлена ілюстрованими книгами з давньої японської столиці Нара (Nara e-hon), а також численними роботами японських митців XVII–XIX століть, серед них твори Хокусая та Хіросіґе. До фондів відділу входять велика кількість тибетських буддистських рукописів, рукописів з Таїланду, Бірми, Монголії, а також джайністські, індуїстські та сикхські книги з Індії, Шрі-Ланки та Непалу. Окрім того до фондів відділу належать священні книги народності Батак з індонезійського острова Суматра.

## Читальний зал
У читальному залі у відкритому доступі знаходиться довідкова бібліотека, що охоплює основні теми колекції:
- Бібліофілія та збирання книжок,
- Буддизм,
- Історія письма,
- Ісламське мистецтво,
- Каліграфія,
- Книгодрукування,
- Реставрація книжок,
- Східно-азійське мистецтво,
- Християнство.

Тут можна ознайомитися з бібліографією каталогів та рукописних списків, що стосуються бібліотечних фондів.
Режим  роботи: з понеділка до п'ятниці з 10:00 до 13:00 та з 14:15 до 17:00.